# Siriella podoensis
Siriella podoensis är en kräftdjursart som beskrevs av O. Tattersall 1962. Siriella podoensis ingår i släktet Siriella och familjen Mysidae. Inga underarter finns listade i Catalogue of Life.